# Mentha requienii
Mentha requienii es una especie de planta herbácea perteneciente a la familia de las lamiáceas. Es originaria de Corcega, Cerdeña, Francia, e Italia.

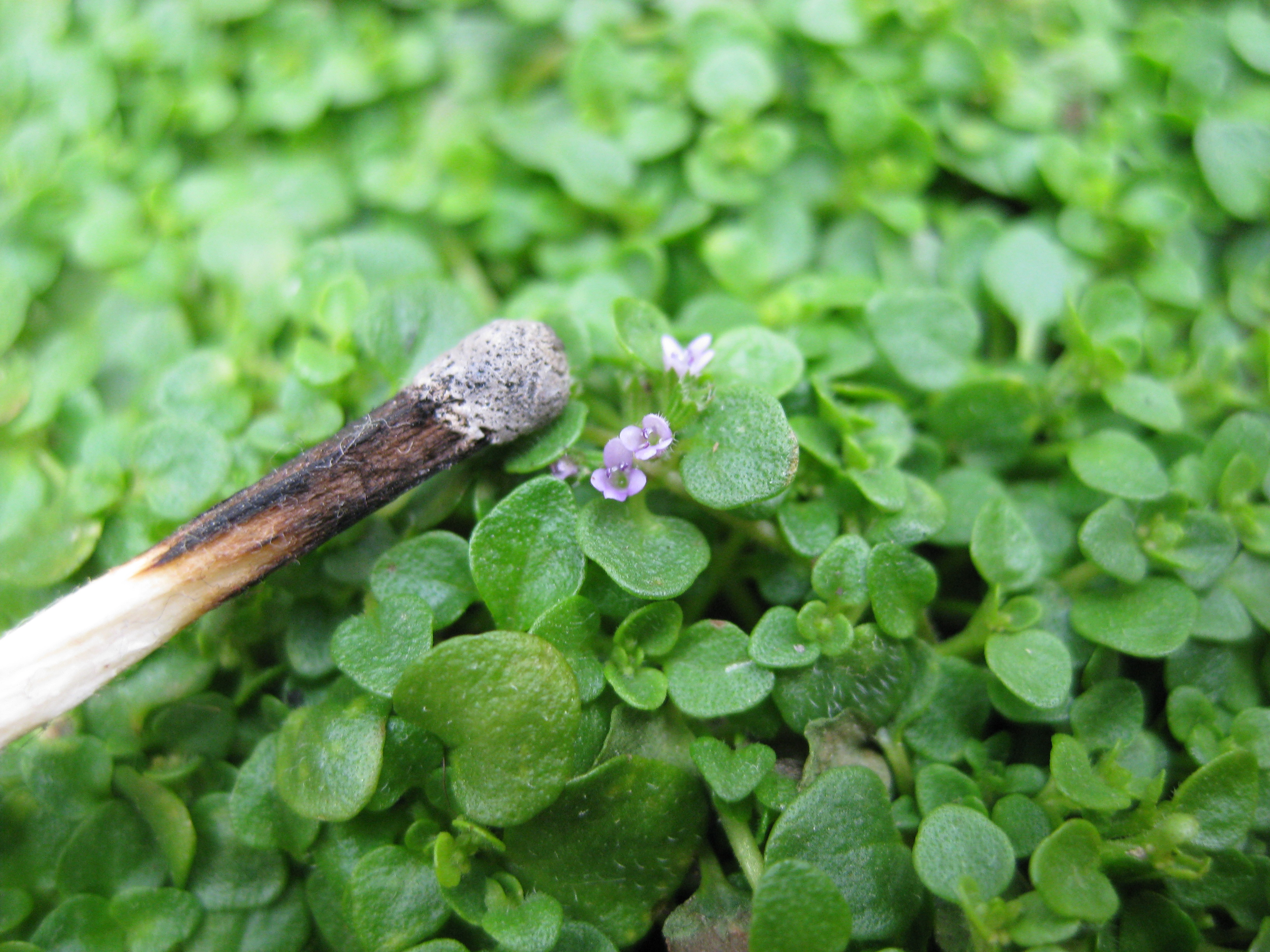
Detalle de la flor

## Descripción
Alcanza un tamaño de hasta 10 cm de altura, con pequeñas hojas de 2-7 mm de largo.

## Usos
M. requienii se puede utilizar en la jardinería como una planta de lecho, dando un agradable olor a menta cuando es pisado. Debido a que en realidad se puede caminar sobre él sin causar su muerte, a veces se usa para pasarelas de línea, cada vez mayor entre peldaños. A diferencia de la mayoría de las demás mentas cultivadas, esta planta se queda pequeña y prospera en zonas de jardín con sombra. Sin embargo, si se le da demasiada humedad, las hojas se pudren. La mejor manera de evitar esto es dejar que la planta se seque entre riegos, pero no demasiado, ya que es sensible a la sequía. Soleirolia soleirolii se utiliza como sustituto en las zonas donde la menta corsa es demasiado frágil.
Esta planta también se utiliza en la cocina, lo más famoso es el sabor de crema de menta. A veces se dice que tiene un olor similar al del poleo.
M requienii, junto con poleo, se piensa que es una de las mejores especies para crecer como un compañero de las brassicas como el brócoli, repollo, coliflor, etcétera. Ya que repele ciertos insectos de plagas, en parte, al ocultar el olor de la cosecha a proteger, y también puede mejorar el sabor.

## Taxonomía
Mentha requienii fue descrita por George Bentham y publicado en Labiat. Gen. Spec. 182. 1833
requienii: epíteto otorgado en honor de Esprit Requien (1788-1851), naturalista que se ocupó de los endemismos de Córcega y Provenza.
Sinonimia
- Audibertia parviflora (Req.) Nyman
- Audibertia pusilla Benth.
- Mentha requienii var. hirtula Fisch. & C.A.Mey.
- Mentha requienii var. pilosula Rouy
- Menthella requienii (Benth.) Pérard
- Pulegium parviflorum (Req.) Samp.
- Thymus corsicus Moris
- Thymus parviflorus Req.[4][5]